# Reka (Pšata)
Reka je potok, drugi desni pritok reke Pšata. Izvira v dveh povirnih krakih, Lukenjski graben in Brezovški graben na Krvavcu in teče skozi Cerklje na Gorenjskem. Južno od tega naselja se mu pridruži še desni pritok, potok Ušica (s pritokom Češnjevica).